# ناهضة مستقبل الغلايسين
ناهضة مستقبل الغلايسين هي عقار يعمل كناهضة لمستقبل الغلايسين.

## أمثلة
- بيتا-ألانين.
- D-ألانين.
- L-ألانين.
- D-سيرين.
- L-سيرين.
- جلايسين.
- L-برولين.
- هايبوتايورين.
- ميلاسيميد.
- كويزيكوالامين.
- ساركوسين.
- تورين.

### معدل لانشط (تفارغي) موجب
- إيثانول.